# Aegolipton kumei
Aegolipton kumei är en skalbaggsart som beskrevs av Komiya 2005. Aegolipton kumei ingår i släktet Aegolipton och familjen långhorningar. Inga underarter finns listade i Catalogue of Life.